# Кособа (Румунія)
Кособа (рум. Cosoba) — комуна у повіті Джурджу в Румунії. До складу комуни входить єдине село Кособа.
Комуна розташована на відстані 24 км на північний захід від Бухареста, 70 км на північ від Джурджу, 126 км на південь від Брашова.

## Населення
У 2009 року у комуні проживали 2399 осіб.

## Зовнішні посилання
- Дані про комуну Кособа на сайті Ghidul Primăriilor [Архівовано 15 травня 2012 у Wayback Machine.]